# .300 Winchester Short Magnum
300 Winchester Short Magnum, conocido también como el 300 WSM, es un cartucho metálico de fuego central para rifle, introducido en 2001 por Winchester Repeating Arms Companycon fines cinegéticos, el cual es capaz de replicar la balística del .300 Winchester Magnum cuando es cargado con proyectiles ligeros (150 a 168 gramos), ofreciendo  la ventaja de poder ser recamarado en un mecanismo de cerrojo de longitud corta, similar al usado para alojar cartuchos metálicos de la longitud del .308 Winchester, lo que significa un rifle más corto y ligero con respecto a uno de longitud estándar. 

## Características
El cartucho tiene una longitud total de 72.6 mm y la longitud del casquillo es de 53.34 mm, mientras que el diámetro de bala es .308 en (7.82 mm), muy popular entre cazadores y tiradores en EE. UU.
El .300 WSM tiene una capacidad de carga de 80 granos de H2O mientras que el .30-06 Springfield carga 69 granos de H2O y .308 Winchester carga 56 granos de H2O; 30-30 Winchester carga 45 granos de H2O; cargas que se correlacionan con la velocidad de salida de cada cartucho. Sin embargo, el .308 WSM logra una velocidad de salida casi similar a la del .300 Winchester Magnum, que tiene una capacidad de carga de 93.8 granos de H2O, siendo mas eficiente. 
El .300 WSM ofrece un rendimiento balístico casi idéntico al del .300 Winchester Magnum, sobre todo con opción de bala de pesos más ligeros (150 a 165 granos) pero con aproximadamente 14 granos menos pólvora, haciéndolo más eficiente.
La ventaja del .300 WSM es que balísticamente se acerca mucho al 300 Winchester Magnum pero pudiendo ser recamarado en un rifle más ligero, con una acción más corta y usando entre 8 y 10% menos pólvora.

## Uso Deportivo
El .300 WSM es adecuado para cazar todo tipo de animales caza mayor, excepto los más grandes de pellejo grueso, como el búfalo del cabo o elefante; cubriendo a las diferentes especies de fauna norteamericana, tales como el alce, wapiti, oso negro, oso pardo, ciervo de mula, venado de cola blanca, ovejas y cabras en zonas donde, los tiros planos a distancias largas son necesarios. 
Debido a que tiene la misma longitud que el .308 Winchester y el mismo diámetro de proyectil, el .300 WSM puede ser alimentado de un rifle de mecanismo corto y teniendo la ventaja de una alta gama de balas disponibles para el calibre. Debido a su versatilidad el .300 WSM es adecuado para todo tipo de caza mayor en diferentes condiciones, limitándose solamente a las especies de animales peligrosos de pellejo grueso, siendo una opción adecuada para la caza mayor en cualquier parte del mundo. 

## Popularidad
De la línea de cartuchos metálicos lanzados al mercado por Winchester a inicios del siglo 21, solo el .300 WSM y el .270 WSM lograron alcanzar popularidad entre cazadores, siendo el .300 WSM el más popular de los cartuchos magnum cortos. 

## Performance
Óptimo para la caza mayor de especies de tamaño mediano y grande a distancias considerables, el .300 WSM disparado con proyectiles de pesos de entre 120 y 220 granos, logra velocidades de salida ligeramente inferiores a las del .300 Winchester Magnum (50 a 100 pies por segundo), pero aprovechándose la pólvora de manera más eficiente y traduciéndose en trayectorias planas y la capacidad de sortear un viento cruzado de manera muy efectiva, siendo significativamente más rápido que cartuchos estándar como el .30-06 Springfield o el .308 Winchester.  Además logra superar en velocidad de salida al popular 7mm Remington Magnum o al .270 Winchester, con proyectiles del mismo peso.
El 300 WSM es un cartucho que presenta el problema Delta L, al igual que los otros cartuchos “short magnum”, presentando inesperadamente problemas de alimentando o almacenaje.

### Velocidad de salida
Recargado con pólvoras adecuadas a sus máximas capacidades de presión, el .300 WSM ofrece velocidades de salida considerables. A continuación velocidades de salida referenciales: 
- 150 GR (9.72 g): 3,200 ft/s (1005 m/s)
- 165 gr (10.69 g) (FMJ): 3,223 ft/s (982 m/s)
- 180 gr (11.66 g) (FMJ): 3,095 ft/s (943 m/s)